# Missaukee County
Missaukee County is een county in de Amerikaanse staat Michigan.
De county heeft een landoppervlakte van 1.468 km² en telt 14.478 inwoners (volkstelling 2000). De hoofdplaats is Lake City.